# Coonan .357 Magnum
 (octobre 2024).
Si vous disposez d'ouvrages ou d'articles de référence ou si vous connaissez des sites web de qualité traitant du thème abordé ici, merci de compléter l'article en donnant les références utiles à sa vérifiabilité et en les liant à la section « Notes et références ».
Pour les articles homonymes, voir Magnum.
Le Coonan .357 Magnum est un pistolet semi-automatique simple action constitué par une version modifiée du Colt 1911 qui tire des munitions de .357 Magnum adaptées aux armes à rechargement automatique.
Outre le calibre du canon, la poignée et le chargeur ont été entièrement redessinés pour y faire rentrer les cartouches de .357 Magnum qui sont nettement plus longues que les cartouches de .45 ACP utilisées dans l'arme d'origine. L'arme est entièrement faite en acier inoxydable GRIS.
Mis en production en mai 1983, le Coonan .357 Magnum était alors l'un des rares pistolets semi-automatique fonctionnel chambré pour une munition de cette puissance.
Le Coonan a été amélioré, notamment au niveau du mécanisme du canon avec le modèle B. Un chargeur d'une contenance de 8 coups, un canon rallongé de 15,24 cm et un autre de même longueur mais pourvu d'un compensateur de relèvement, ainsi qu'un kit de conversion pour tirer du .38 Special ont été introduits avec le temps. Une version Cadet, plus compacte a été introduite au début des années 1990.
La société produisant le Coonan .357, ayant fait faillite en 1998, est revenue début des années 2010 sur le marché des armes de poing. 
Coonan .357 Magnum
- Calibre : .357 Magnum
- Longueur : 21,1 cm (26,64 cm, canon optionnel)
- Longueur du canon : 12,7 cm (15,24 cm)
- Poids non chargé : 1,195 kg
- Poids chargé : 1,369 kg
- Capacité : 7 et 8 coups et 9 pour certaines versions

Coonan Cadet
- Calibre : .357 Magnum
- Longueur : 18,2 cm
- Longueur du canon : 9,9 cm
- Poids non chargé : 1,1 kg
- Capacité : 6 coups